# Sue Nicholls
Susan Yvette Nicholls (Darlaston, Staffordshire, 23 de noviembre de 1943) es una actriz británica, conocida por sus papeles en la televisión británica. Sus trabajos notables fueron Crossroads (1964-1968), The Fall and Rise of Reginald Perrin (1976-1979), Rentaghost (1981-1984) y su papel de larga data como Audrey Roberts en la serie Coronation Street (1979-1982, 1984-presente). También apareció en Broadway en 1974 en la reposición de la comedia London Assurance. 
Nicholls apareció por primera vez como Audrey en Coronation Street en 1979 y desempeñó el papel de forma recurrente durante seis años, antes de unirse al elenco de forma permanente en 1985. Ganó el premio British Soap 2000 a la mejor interpretación de comedia, el premio British Soap 2003 a la mejor interpretación dramática y recibió el premio al Logro excepcional en 2019.

## Primeros años
Nació en Darlaston, Staffordshire. Fue educada en la Escuela de St Mary y St Anne (ahora conocida como Abbots Bromley School for Girls) y se graduó en la Royal Academy of Dramatic Art. 

## Carrera
Nicholls se dio a conocer por primera vez como Marilyn Gates on Crossroads, un papel que desempeñó desde 1964 hasta 1968. Una canción que cantó por primera vez en el programa, "Where Will You Be?", llegó a las listas el 3 de julio de 1968 y finalmente alcanzó el puesto 17 en la lista de singles del Reino Unido.
El segundo sencillo de Nicholls tuvo menos éxito y se embarcó en una carrera en un cabaret, actuando como solista por todo el país. Regresó al escenario en una variedad de obras populares y pantomimas. Durante la década de 1970, tuvo dos temporadas muy diferentes en el extranjero. En Viena cantó entre actos de estriptis en un club nocturno, mientras que en 1976 realizó una gira por Estados Unidos y Canadá con la Royal Shakespeare Company en London Assurance, terminando con una presentación de seis semanas en Broadway. 
Interpretó el papel de la secretaria Joan Greengross (luego Webster y Millbeck) en la comedia de situación The Fall and Rise of Reginald Perrin (1976-1979) y su secuela The Legacy of Reginald Perrin (1996), así como Nadia Popov en Rentaghost. y Mrs Muddle en Pipkins (1973) y apareció como Derinda Forbes en el drama policial The Professionals; episodio "El síndrome de la bellota" (1980). 
Ha interpretado a Audrey en Coronation Street como visitante ocasional desde abril de 1979 y como personaje permanente a tiempo completo desde 1985.

## Premios
- British Soap Awards 2000 (Mejor actuación de comedia)
- Premios British Soap 2003 (Mejor interpretación dramática)
- British Soap Awards 2003 (Héroe del año)
- Premios British Soap 2019 (Logro excepcional)

## Vida personal
El padre de Nicholls era Harmar Nicholls, más tarde Lord Harmar-Nicholls, exdiputado conservador por Peterborough (1950-1974) y eurodiputado del Gran Mánchester South (1979-1984), y posteriormente un par vitalicio; por lo tanto, tiene derecho a que se le llame "La Honorable Susan Nicholls". Nicholls ha estado casada con Mark Eden desde 1993, Eden también apareció como Alan Bradley en Coronation Street desde 1986 hasta 1989.
En 2011, mientras miraba un episodio de Coronation Street, la hermana Anna Bianconi-Moore, enfermera principal del departamento de dermatología del Hospital Addenbrooke en Cambridge, notó un lunar en el hombro de Nicholls. La enfermera se comunicó con el programa de inmediato por correo electrónico para expresar sus preocupaciones. Nicholls fue atendida por Zeena Islam, el médico interno de Coronation Street, quien la derivó a un especialista en cáncer de piel, donde le diagnosticaron melanoma maligno. Después de que el lunar fue extirpado quirúrgicamente, ITV se puso en contacto con Bianconi-Moore para informarle de la situación, y fue invitada al set de Coronation Street para encontrarse con Nicholls.
Se dice que Nicholls es muy cercana a Jack P. Shepherd, quien interpreta a su nieto en pantalla, David Platt. En una entrevista, Nicholls ha dicho que trata a Shepherd como "su propio hijo".